# Can Delgado
Can Delgado és una obra noucentista de Figaró-Montmany (Vallès Oriental) inclosa a l'Inventari del Patrimoni Arquitectònic de Catalunya.

## Descripció
És una casa de baixos i pis. La teulada té l'aiguavés a façana, i sota el ràfec hi ha decoracions amb rajola vidriada de motius geomètrics, així com als remats de les finestres. Les tres portes del pis es comuniquen per un balcó de ferro. A la planta baixa hi ha la porta i dues finestres.

## Història
Pel que fa a la datació de l'edifici, hi ha dos plafons amb les inicials JC 1894 i TA 1914, respectivament, al·ludint potser als diferents amor que van emprendre la construcció i restauració de la casa en dues èpoques successives.